# Agata Muceniece
Agata Muceniece (født 1. marts 1989 i Riga, Lettiske SSR, Sovjetunionen) er en lettisk skuespiller. 